# Foresta di Sherwood

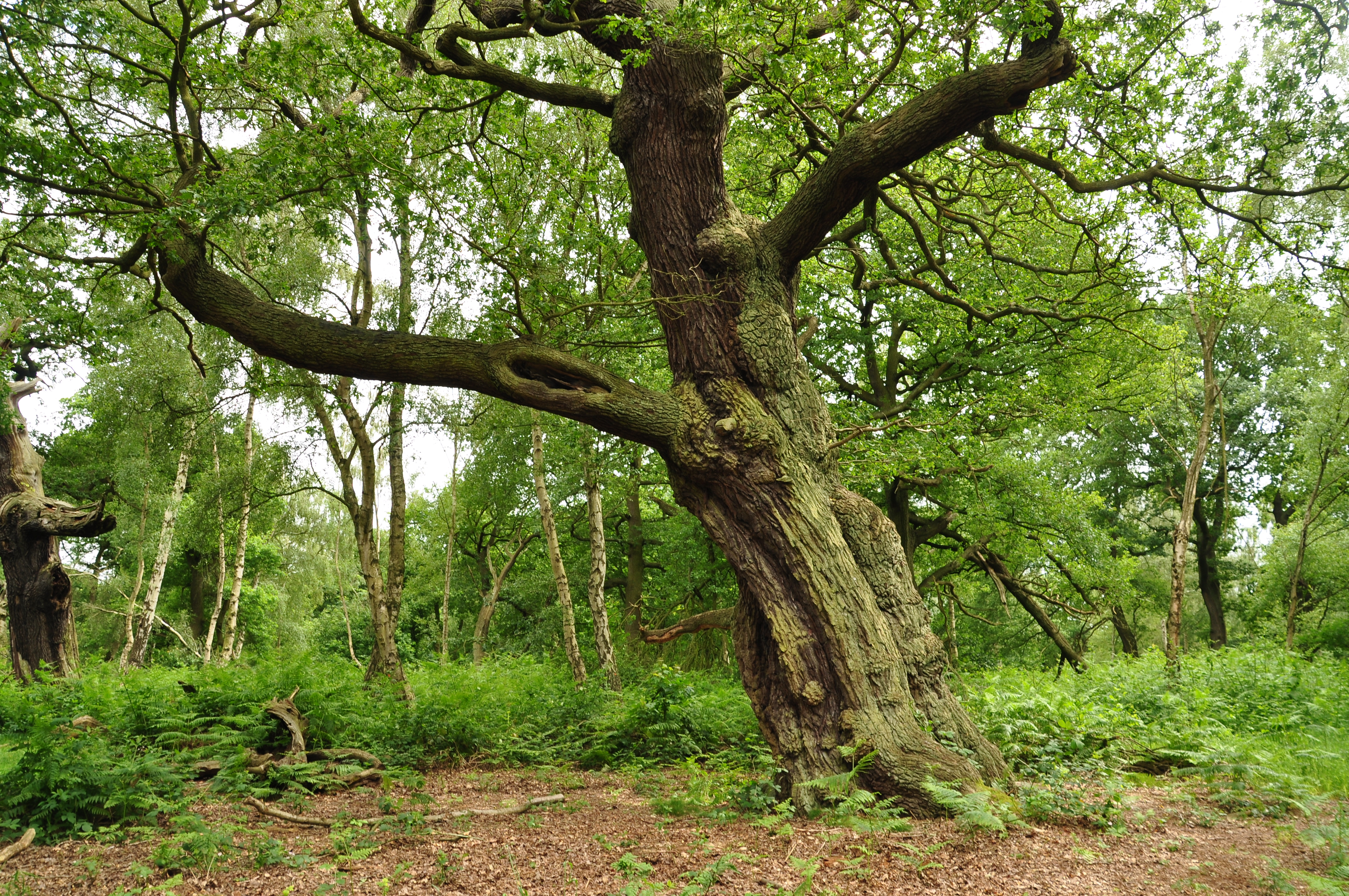
Betulle nella foresta di Sherwood

La foresta di Sherwood (in inglese Sherwood Forest) è una foresta nella Contea di Nottinghamshire, in Inghilterra, famosa per la sua associazione con la leggenda di Robin Hood.

## Geografia

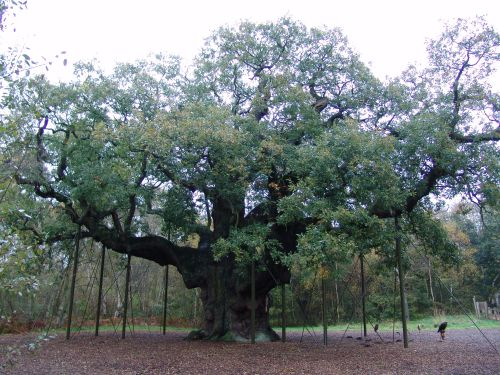
La leggendaria Quercia maggiore

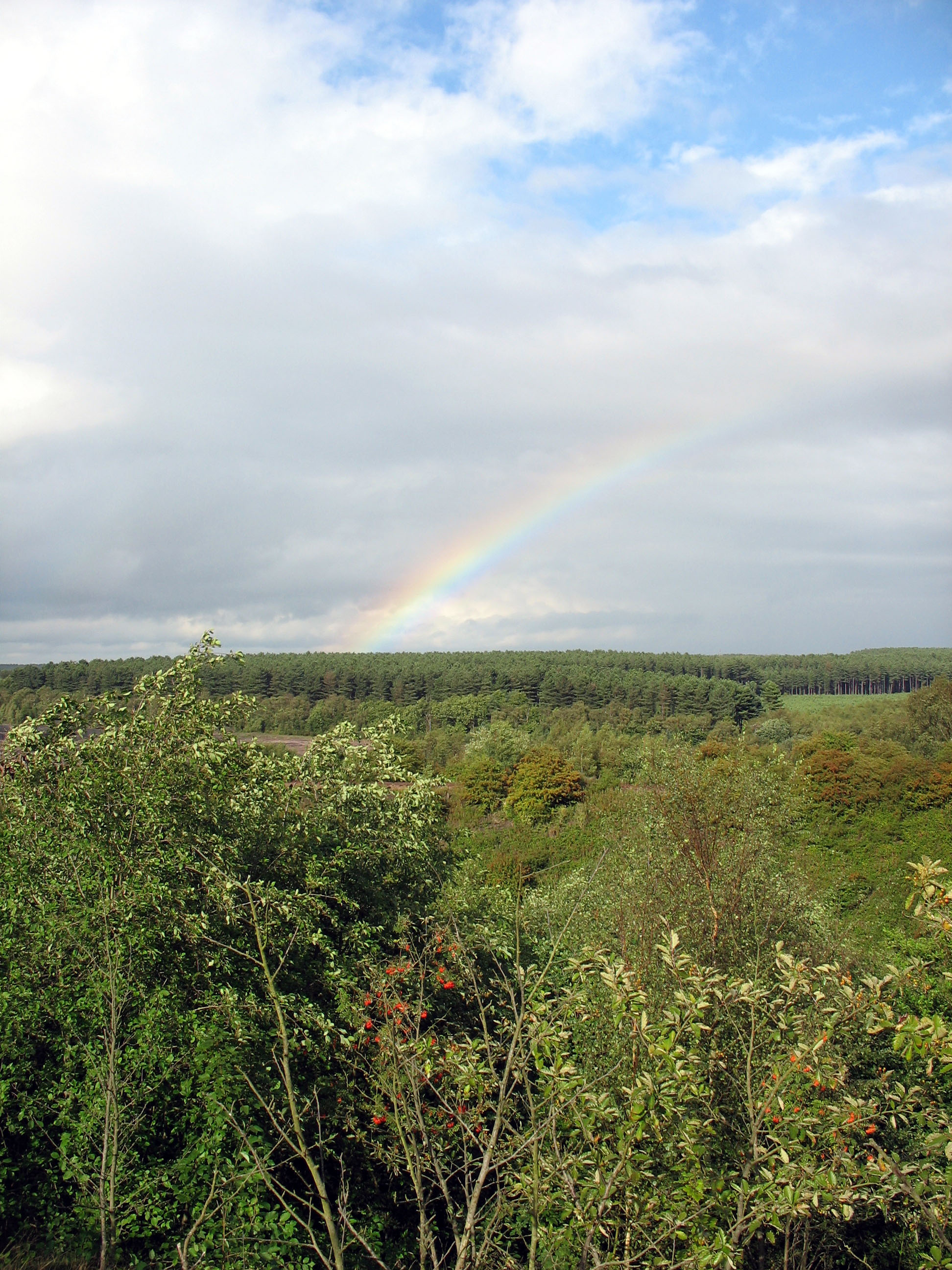
Nordest della foresta

L'area del bosco risale alla fine dell'ultima era glaciale, Sherwood è oggi ridotta ai 422 ettari (4,22 chilometri quadrati) che circondano il villaggio di Edwinstowe. La foresta di oggi è un residuo della foresta Reale di caccia, chiamata "shire wood" del Nottinghamshire, che di fatto era estesa in diverse contee limitrofe (comarche), delimitata a ovest dal fiume Erewash e dalla foresta di East Derbyshire.
La Commissione forestale gestisce la maggior parte della foresta e controlla le escursioni e una serie di altre attività. Parte della foresta è stata aperta come un country park al pubblico nel 1969 dal consiglio della contea di Nottinghamshire, che gestisce una piccola parte della foresta. Nel 2002, una parte della foresta di Sherwood è stata proclamata Riserva Naturale Nazionale dall'agenzia English Nature. Alcune parti della foresta conservano ancora numerose querce molto vecchie, in particolare nella parte nota come Dukeries, a sud della città di Worksop.
Il parco ospita l'annuale Robin Hood Festival per una settimana ogni estate. Questo evento ricrea un'atmosfera medievale e le caratteristiche dei personaggi principali della leggenda di Robin Hood. La settimana d'intrattenimento include attori girovaghi, vestiti in abiti medievali, oltre a un accampamento medievale con giullari, musici, alchimisti e mangiatori di fuoco. La foresta di Sherwood attira ogni anno circa 350.000 turisti provenienti da tutto il mondo.

## Major Oak

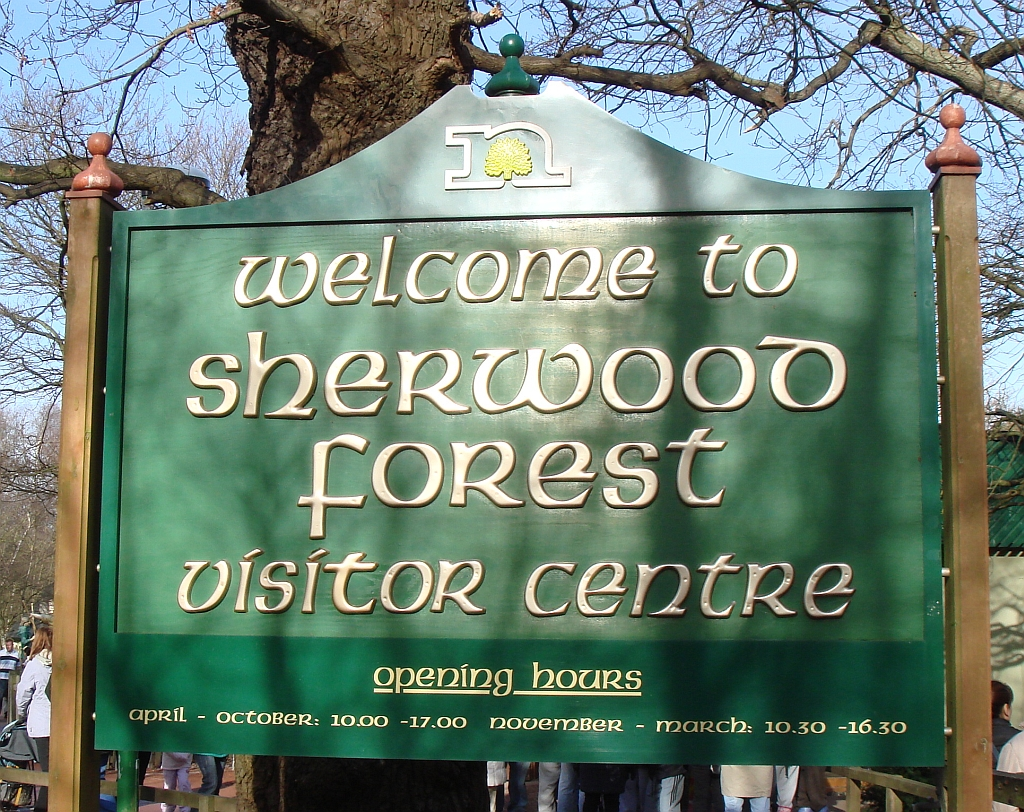
Centro visitatori

La foresta di Sherwood è sede della famosa Major Oak (Quercia maggiore), che secondo il folclore locale è stata il covo principale di Robin Hood. La quercia ha tra gli 800 e i 1 000 anni e, dall'epoca vittoriana, i suoi massicci rami sono stati in parte sostenuti da un elaborato sistema di ponteggi. Nel febbraio del 1998, una società locale tagliò parti dalla Major Oak e cominciò a coltivare cloni del famoso albero con l'intenzione di inviare alberelli da piantare nelle principali città del mondo.